# 1776 (jeu de société)
1776 est un jeu de guerre de plateau produit par Avalon Hill et développé par Randell Reed. Ce jeu a été publié à l'origine en 1974, illustrant la révolution américaine. Il contient un jeu de campagne ainsi que quatre scénarios couvrant l'invasion du Canada, la campagne militaire de Saratoga, la campagne militaire du sud de Greene et la campagne militaire de Yorktown.